# گالفنول
گالفنول (نام علمی: Galfenol) عنوانی است که در علم مواد به صورت کلی‌ به آلیاژ آهن و گالیم اطلاق می‌شود.